# Вуйцин-А
Вуйцин-А (пол. Wójcin A) — село в Польщі, у гміні Парадиж Опочинського повіту Лодзинського воєводства.
Населення — 128 осіб (2011).
У 1975-1998 роках село належало до Пйотрковського воєводства.

## Демографія
Демографічна структура станом на 31 березня 2011 року:
|          | Загалом | Допрацездатний вік | Працездатний вік | Постпрацездатний вік |
| -------- | ------- | ------------------ | ---------------- | -------------------- |
| Чоловіки | 60      | 12                 | 44               | 4                    |
| Жінки    | 68      | 16                 | 35               | 17                   |
| Разом    | 128     | 28                 | 79               | 21                   |